# Рамке, Бернхард
Бернхард Рамке (нем. Hermann-Bernhard Ramcke; 24 января 1889 — 5 июля 1968) — немецкий генерал воздушно-десантных войск во время Второй мировой войны. Кавалер Рыцарского креста с Дубовыми Листьями, Мечами и Бриллиантами.

## Начало военной карьеры
В апреле 1905 года поступил на службу в военно-морской флот юнгой. В сентябре 1907 года получил звание матроса. Служил на крейсерах. С апреля 1912 года — в звании боцманмат (унтер-офицер). В июне 1914 года направлен в офицерское военно-морское училище.

## Первая мировая война
С началом Первой мировой войны — вновь служит на броненосном крейсере «Принц Адальберт». В апреле 1915 года произведён в звание обер-боцманмат и направлен в 1-ю морскую дивизию. С сентября 1915 года — фельдфебель в батальоне береговой обороны.
С ноября 1915 года — кандидат в офицеры, назначен командиром взвода во 2-й морской дивизии. В январе 1916 года тяжело ранен, в госпитале до июля 1917 года. В апреле 1916 года награждён Железным крестом 2-й степени, в январе 1917 года получил Железный крест 1-й степени.
С июля 1917 года — командир взвода в штурмовом батальоне морского корпуса «Фландрия». В апреле 1918 года награждён прусским Золотым крестом «За военные заслуги». В июле 1918 года получил звание лейтенанта морской пехоты. В конце октября 1918 года — вторично ранен.

## Между мировыми войнами
С января 1919 года, выйдя из госпиталя, командует ротой в добровольческом корпусе фон Брандиса (в Прибалтике). В апреле 1919 года — ранен. В июле 1919 года — вновь командует ротой в том же корпусе. В ноябре 1919 года награждён Балтийскими крестами 1-й и 2-й степеней и Золотым знаком за ранения.
С ноября 1919 года — на службе в рейхсвере, в пехотных частях. С января 1921 года — обер-лейтенант, командир роты. С октября 1934 года — командир пехотного батальона в звании майор.
С 1936 до января 1940 года служил в различных учебных центрах (подполковник).

## Вторая мировая война
В январе-июле 1940 года командует пехотным полком (полковник). С августа 1940 года — переведён на службу в Люфтваффе, в воздушно-десантные войска.
21 мая 1941 года назначен командиром 1-го парашютного штурмового полка и командиром высадки на западную часть острова Крит. В августе 1941 за участие в десантной операции на Крит награждён Рыцарским крестом. С июля 1941 года — генерал-майор.
С апреля 1942 года — командир 1-й парашютной бригады (в Африке). В ноябре 1942 года награждён Дубовыми Листьями (№ 145) к Рыцарскому кресту. С декабря 1942 года — генерал-лейтенант.
В феврале-сентябре 1943 года — командир 2-й парашютной дивизии (во Франции, затем в Италии). С сентября 1943 по февраль 1944 года — в отпуске по болезни, затем вновь командует 2-й парашютной дивизией (в Нормандии).
В августе-сентябре 1944 года — командующий немецкими войсками в Бресте (Франция).
С 9 августа 1944 года 2-я парашютная дивизия (без одного полка, уничтоженного ранее в Фалезском котле), а также 343-я пехотная дивизия и некоторые подразделения Кригсмарине (флота), были окружены и осаждены в Бресте (Франция), американским 8-м армейским корпусом. Немецкий гарнизон в Бресте под командованием Рамке оборонялся до 20 сентября 1944 года. Затем остатки гарнизона капитулировали, лишь одному батальону 2-го парашютного полка удалось прорваться.
С 14 сентября 1944 года — Рамке в звании генерал парашютных войск. 19 сентября 1944 года награждён одновременно Мечами (№ 99) и Бриллиантами (№ 20) к Рыцарскому кресту с Дубовыми Листьями.
Взят в плен американцами 20 сентября 1944 года, в декабре 1946 года передан французам. Отпущен из французского плена в июне 1951 года.